# Distrito electoral de Du Quoin n.º 2
Du Quoin No. 2 Precinct es una subdivisión territorial del condado de Perry, Illinois, Estados Unidos. Según el censo de 2020, tiene una población de 465 habitantes.
De los 102 condados del estado de Illinois, 17 (entre ellos, el condado de Perry) están subdivididos en divisiones civiles menores (en inglés, minor civil divisions) conocidas como "precintos". Los restantes condados están subdivididos en townships. A pesar de esta distinción, a veces también se hace referencia a los precintos como civil townships.
A diferencia de los precintos electorales, estos precintos no están necesariamente restringidos a un solo distrito electoral. En cambio, sirven como subdivisiones del condado. 

## Geografía
La subdivisión está ubicada en las coordenadas 38°0′31″N 89°14′10″O / 38.00861, -89.23611. Según la Oficina del Censo de los Estados Unidos, tiene una superficie total de 0.40 km², correspondientes en su totalidad a tierra firme.

## Demografía
Según el censo de 2020, hay 465 personas residiendo en la zona. La densidad de población es de 1262.50 hab./km². El 85.16% de los habitantes son blancos, el 4.95% son afroamericanos, el 1.51% son amerindios, el 0.86% son asiáticos, el 0.22% es isleño del Pacífico, el 0.86% son de otras razas y el 6.45% son de una mezcla de razas. Del total de la población, el 2.15% son hispanos o latinos de cualquier raza.